# LSD (альбом)
Labrinth, Sia & Diplo Present… LSD (более известный как просто LSD) — дебютным студийный альбомом музыкальной группы LSD. Первоначально, студией Columbia Records планировалось выпустить альбом 2 ноября 2018 года, но выход был перенесен на 12 апреля 2019 года

## История
LSD это супергруппа состоящия из английского музыканта Labrinth, австралийской певицы и автора Сии Ферлер и американского продюсера Дипло созданая 11 марта 2018. Дипло анонсировал появление группы в своем Instagram, опубликовав фотографию касеты с надписью LSD.

## Синглы
3 мая 2018 года вышел сингл «Genius», став дебютным для группы и первым с альбома. 19 июня 2018, песня появилась на альтернативных радиостанции США. Песня появилась в компьютерной игре FIFA 19 от EA Sports. Песня «Audio» стала вторым синглом с альбома. Композиция вышла 10 мая 2018 года, а 26 июня дебютировала на радио современных хитов. Третий сингл под названием «Thunderclouds», вышел 9 августа 2018 года. Песня была использована в качестве основной темы во время презентации Samsung Galaxy Note 9, на ежегодной презентации обновлений компании «Samsung» проходившей в Нью-Йорке 9 августа 2018 года. 1 ноября 2018 года, песня «Mountains» был выпущен как четвертый сингл с альбома. Пятый сингл под названием «No New Friends» вышел 14 марта 2019 года.

## Список композиций
По данным из iTunes.
| №                   | Название                            | Автор(ы)                                            | Продюсеры                                                                                    | Длительность |
| ------------------- | ----------------------------------- | --------------------------------------------------- | -------------------------------------------------------------------------------------------- | ------------ |
| 1.                  | «Welcome to the Wonderful World Of» | Тимоти Маккензи Сия Ферлер Томас Пентц              | Labrinth Дипло                                                                               | 1:56         |
| 2.                  | «Angel in Your Eyes»                | Маккензи Ферлер Пентц                               | Labrinth Дипло Натаниэль Ледвидж                                                             | 3:06         |
| 3.                  | «Genius»                            | Маккензи Ферлер Пентц Филипп Мексепер [англ.]       | Labrinth Дипло Jr Blender [англ.] Гюстав Рудман [d]                                          | 3:33         |
| 4.                  | «Audio»                             | Маккензи Ферлер Пентц Мексепер Генри Аллен [англ.]  | Labrinth Дипло King Henry [англ.] Рудман [d] Jr Blender [a]                                  | 3:23         |
| 5.                  | «Thunderclouds»                     | Маккензи Ферлер Пентц Аллен Мексепер                | Labrinth Дипло King Henry Jr Blender                                                         | 3:07         |
| 6.                  | «Mountains»                         | Маккензи Ферлер Пентц                               | Labrinth Дипло Натаниэль Ледвидж Рудман [d] Boaz van de Beatz [англ.] [d] Йода Франческо [d] | 3:14         |
| 7.                  | «No New Friends»                    | Маккензи Ферлер Пентц Аллен Мексепер                | Labrinth Дипло King Henry Jr Blender Ледвидж [d]                                             | 2:55         |
| 8.                  | «Heaven Can Wait»                   | Маккензи Ферлер Пентц Аллен Мексепер                | Labrinth Дипло Jr Blender Ледвидж [d]                                                        | 3:15         |
| 9.                  | «It's Time»                         | Маккензи Ферлер Пентц                               | Labrinth Дипло                                                                               | 3:29         |
| 10.                 | «Genius» (Lil Wayne remix)          | Маккензи Ферлер Пентц Мексепер Дуэйн Картер-младший | Labrinth Дипло Jr Blender Рудман [d]                                                         | 2:43         |
| Общая длительность: | Общая длительность:                 | Общая длительность:                                 | Общая длительность:                                                                          | 30:41        |

Комментарии
- ↑  обозначен как co-продюсер.
- ↑  обозначен как дополнительный продюсер.

## Чарты
| Чарт (2019)                         | Лучшая позиция |
| ----------------------------------- | -------------- |
| Австралия (ARIA)                    | 49             |
| Австрия (Ö3 Austria)                | 29             |
| Бельгия/Фландрия (Ultratop)         | 72             |
| Бельгия/Валлония (Ultratop)         | 66             |
| Канада (Canadian Albums Chart)      | 33             |
| Чехия (ČNS IFPI)                    | 56             |
| Нидерланды (Album Top 100)          | 16             |
| Финляндия (Suomen virallinen lista) | 21             |
| French Albums (SNEP)                | 25             |
| Германия (Offizielle Top 100)       | 49             |
| Ирландия (IRMA)                     | 45             |
| Italian Albums (FIMI)               | 53             |
| New Zealand Albums (RMNZ)           | 35             |
| Норвегия (VG-lista)                 | 10             |
| Шотландия (Scottish Albums Chart)   | 53             |
| South Korean Albums (Gaon)          | 90             |
| Spanish Albums (PROMUSICAE)         | 39             |
| Swedish Albums (Sverigetopplistan)  | 17             |
| Швейцария (Schweizer Hitparade)     | 24             |
| Taiwanese Albums (Five Music)       | 2              |
| Великобритания (UK Albums Chart)    | 44             |
| США (Billboard 200)                 | 70             |